# Salvador Sánchez
Salvador Sánchez (Puebla, 28 de outubro de 1943) é um ator e diretor de televisão mexicano.

## Filmografia

### Cinema
- La Dictadura Perfecta (2014) .... Homem X
- El infierno (2010).... Padrino
- Niñas Mal (2007) .... Monseñor
- Sobre el arco iris (2003)
- Solamente una vez (2002)
- Collateral Damage (2002) .... Peddler
- The Mexican (2001) .... Gunsmith
- La ley de Herodes (1999)
- Ojitos mentirosos (1999)
- Fuera de la ley (1998)
- De muerte natural (1996)
- Salto al vacío (1995)
- Una buena forma de morir (1994)
- Amor que mata (1994)
- Amorosos fantasmas (1994)
- El alimento del miedo (1994)
- Dama de noche (1993)
- Un ángel para los diablillos (1993) .... Jefe de policía
- Lucha a muerte (1992)
- Ángel de fuego (1992) .... Rito
- Imperio de los malditos (1992)
- Octagon y Atlantis, la revancha (1992)
- El último narco (1992)
- La dama y el judicial (1992)
- ¡Mátenme porque me muero! (1991) .... Procoro
- El ninja mexicano (1991)
- One Man's War (1991) .... Ramirez
- Jóvenes delincuentes (1991)
- Mujer de cabaret (1991)
- La fuerza bruta (1991)
- La leyenda del escorpión (1991)
- Diplomatic Immunity (1991) .... Colonel Hernández
- Perseguida (1991)
- El hijo de Lamberto Quintero (1990)
- Dos judiciales en aprietos (1990)
- El jardín de la paz (1990)
- Violaciones, casos de la vida real (1990)
- El motel de la muerte (1990)
- Gringo viejo (1989) .... Floreal
- Raptola, violola y matola (1989)
- Cartas a Maria Teresa (1989)
- La venganza (1989)
- Furia en la sangre (1988)
- Zapata en Chinameca (1987)
- Frida, naturaleza viva (1986) .... David Alfaro Siqueiros
- Salvador (1986) .... Human Rights Leader
- Angel River (1986) .... Toral
- Under the Volcano (1984)
- Motel (1984) .... Julian Vargas, detective
- Bajo la metralla (1983) .... Tomás
- Pedro Páramo (1981)
- Enroque (1981)
- La madre (1979)
- María de mi corazón (1979) .... Chava
- Llovizna (1978)
- El recurso del método (1978) .... Peralta
- Caminando pasos... caminando (1977)
- El elegido (1977) .... Don Liserio
- Los albañiles (1976) .... Chapo Álvarez
- De todos modos Juan te llamas (1976)
- Las poquianchis (1976)
- El apando (1976) .... Albino
- Actas de Marusia (1976) .... Sebastian
- Canoa (1975)
- Ignacio (1975)
- La casa del Sur (1975) .... Genaro
- Aventuras de un caballo blanco y un niño (1975)
- Esa mi Irene (1975)
- La choca (1974) .... Audias
- El señor de Osanto (1974)
- La yegua colorada (1973)
- Aquellos años (1973) .... Melchor Ocampo
- Valente Quintero (1972)
- El vals sin fin (1972)
- Nadie te querrá como yo (1972)
- Cayó de la gloria el diablo (1971)
- La generala (1970) .... Jesús
- Emiliano Zapata (1970)
- Crimen y castigo (1951)

### Televisão
- El bienamado (2017) ... Ismael López
- Lo imperdonable (2015) ... Crescencio Álvarez
- Quiero amarte (2013/2014) .... Cipriano Valdez
- Por ella soy Eva (2012) .... Wen Miau "O Chino"
- Un refugio para el amor (2012) .... Don Chelo
- La que no podía amar (2011-2012) .... Don Hernán
- Una familia con suerte (2011) .... Lic. Roberto Jiménez
- Mi pecado (2009) .... Padre Matías Quiroga
- Palabra de mujer (2007) .... Guadalupe "Lupe" Solano
- La verdad oculta (2006) .... Dante Sevilla
- Peregrina (2005-2006) .... Melquíades
- Alborada (2005) .... Inquisidor Fray Bartolomé de Valdés
- Alegrijes y rebujos (2003) .... Asunción Yunque
- Aventuras en el tiempo (2001) .... Rey Tlacay
- El noveno mandamiento (2001) .... Andrés Roldán
- La casa en la playa (2000) .... Nicolás Rey
- Pueblo chico, infierno grande (1997) .... Consejo Serratos
- Mujer, casos de la vida real (1995-2001)
- La dueña (1995) .... Macario Robles
- El vuelo del águila (1994-1995) .... Ignacio Ramírez
- La última esperanza (1993) .... Pancho
- Buscando el paraíso (1993) .... Detective Berriozábal
- La fuerza del amor (1990) .... Padre Victoria
- Luz y sombra (1989) .... Eusebio Suárez
- Flor y canela (1989) .... Sinforoso
- Dulce desafío (1988-1989) .... Eutimio Ramírez
- El pecado de Oyuki (1988) .... Yutaka Oguino
- Senda de gloria (1987) .... Adolfo de la Huerta
- La gloria y el infierno (1986) .... Asunción
- Esperándote (1985) .... Juancho
- Por amor (1982) .... Cenobio
- Toda una vida (1981) .... Lucio
- El milagro de vivir (1975)
- El carruaje (1972) .... Porfirio Díaz

## Prêmios e indicações

### TVyNovelas
| Ano  | Categoria               | Programa/Telenovela | Resultado |
| ---- | ----------------------- | ------------------- | --------- |
| 2005 | Melhor direção de cena  | Misión S.O.S.       | Indicado  |
| 1996 | Melhor ator antagonista | La dueña            | Venceu    |
| 1989 | Melhor ator antagonista | El pecado de Oyuki  | Indicado  |